# Windmotor Birdaard
De Windmotor Birdaard is een poldermolen nabij het Friese dorp Birdaard, in de Nederlandse gemeente Noardeast-Fryslân. De molen is een middelgrote Amerikaanse windmotor, waarvan het bouwjaar onbekend is. Hij staat ongeveer anderhalve kilometer ten noordoosten van Birdaard op de zuidelijke oever van de Dokkumer Ee, nabij de weg naar Sijbrandahuis. De windmotor is niet-maalvaardig en verkeerde in 2010 al jaren in vervallen toestand. Hij is niet te bezichtigen. Deze molen is 2017 geheel gerestaureerd door Mannen van Staal en is weer in maalvaardige toestand.